# Ferdinand Fellner
Ferdinand Fellner (ur. 19 kwietnia 1847 w Wiedniu, zm. 22 marca 1916 tamże) – austriacki architekt, razem z Hermannem Helmerem na przełomie XIX i XX wieku zaprojektował kilkadziesiąt teatrów i pałaców w całej Europie.
Fellner ukończył Wiedeński Uniwersytet Techniczny (wydział architektury). Pochowany na Cmentarzu Grinzing w 19. dzielnicy Döbling w Wiedniu.

## Odznaczenia
- Order Gwiazdy Polarnej
- Order Franciszka Józefa klasy II i III[1]